# Under the Stars and Stripes
Pour plus de détails, voir Fiche technique et Distribution.
Under the Stars and Stripes est un film muet américain réalisé par Frank Beal et sorti en 1910.

## Fiche technique
- Titre : Under the Stars and Stripes
- Réalisation : Frank Beal
- Scénario :
- Producteur :  William Selig
- Société de production : Selig Polyscope Company
- Société de distribution : Selig Polyscope Company
- Pays d'origine :  États-Unis
- Langue : film muet avec les intertitres en anglais
- Format : Noir et blanc — 35 mm — 1,33:1 — Muet
- Genre : Film dramatique, Film historique
- Durée : 9 minutes
- Dates de sortie : 
  -  États-Unis : 13 janvier 1910

## Distribution
- Alvin Wyckoff